# 열녀 광산김씨 정려
열녀 광산김씨 정려(烈女 光山金氏 旌閭)는 세종특별시 연동면 응암리에 있는 정려이다. 2014년 9월 30일 세종특별자치시의 향토문화유산 제22호로 지정되었다.

## 개요
열녀 광산김씨 정려(烈女 光山金氏 旌閭)는 조선시대 열녀 언양 김씨의 열행(烈行)을 세상에 널리 알려 칭찬하고 기억하기 위해 나라에서 하사한 명정(銘旌)을 현판(懸板)으로 걸어놓은 정문(旌門)이다.
광산김씨는 세조(世祖, 1417~1468)를 도와 경국대전(經國大典) 편찬을 주도했던 인물 중 하나인 광산부원군(光山府院君) 김국광(金國光, 1415~1480)의 후손(後孫)이다. 박기정(朴基鼎, 1792~1830)과 혼인하였으나 혼례를 치른 지 며칠 만에 남편이 병으로 눕고 만다. 지극정성으로 간호하였으나 병세가 좋아지지 않자 자신의 허벅지살을 잘라 먹이기까지 했다고 전한다. 그녀의 노력에도 남편은 세상을 떠나게 되었고 본인도 따라 죽으려 했으나 친척어른들의 만류에 마음을 고쳐먹고 3년간 남편의 묘 옆에서 움막을 짓고 살면서 곁을 지켰다. 그 후 수절하면서 시어머니를 정성껏 모시고 양자를 들여 대를 있게 했다.
관산김씨의 열행에 대해 지방을 순시(巡視) 중이던 충청도관찰사(忠淸道觀察使)가 듣고 조정에 글을 올려 1877년(고종 14)에 명정을 받고 정문을 세우게 되었다. 내부에는 광산김씨의 현판이 걸려있으며, 그녀의 행적이 새겨진 정려비(旌閭碑)가 세워져 있다.

## 현지 안내문
열녀광산김씨는 어려서부터 성품이 온화하고 영리하여 부모에게 극진한 효(孝)를 하면서 성장하여 박기정(朴基鼎)에게 출가하였는데 그의 남편은 초혼에 사별하고 김씨와는 재혼으로 새 출발을 하였으나 결혼 3일 후에 처가에 갔을 때 불행히도 병을 얻어 눕게되었다.
그러나 김씨는 남편의 병을 고치려고 정성을 다하였으나 차도가 없자, 끝내는 자기의 허벅지살을 베어 먹이기까지 했다. 그러한 정성으로 남편이 의식을 되찿게 되었다. 그러나 차도가 있었던 남편이 얼마가지 않아 병세는 다시 악화되어 결국 죽으니 김씨는 삼년간 시묘에 정성을 다하였다.
그녀는 수절(守節)을 하면서 양자(養子)를 들여 가업을 전수케하였다.
서기 1876(고종 13)에 명정(命旌)되어 1952년 정문(旌門)을 세웠다.